# 滿族長袍
- 關於滿族傳統服裝的整體介紹，請見「滿服」。
- 關於近現代一種由滿族長袍演變的中國男裝，請見「長衫」。
- 關於近現代一種由滿族長袍演變的中國女裝，請見「旗袍」。

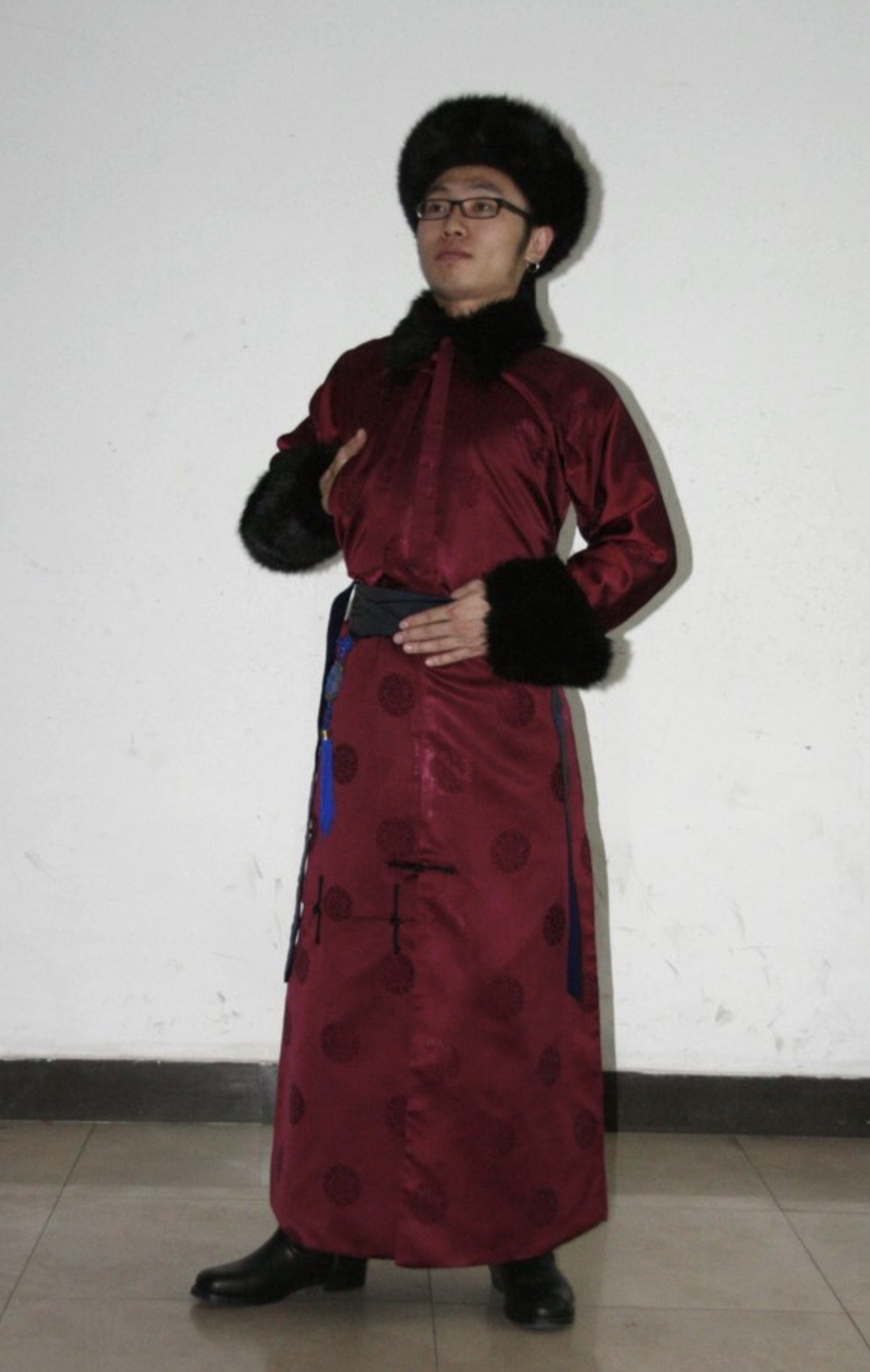
身穿滿族長袍的滿族男子

滿族長袍（穆麟德轉寫：sijigiyan），又稱旗袍、旗装、長衫、大褂，是滿族一種傳統長袍。「旗袍」原意指“旗人之袍”。传统满族长袍的特点是圆领、右大襟、用盤扣繫結，通常為窄袖，男女老幼皆穿。男裝袖子末端平时挽起，需要暖手和行礼掸下，称“马蹄袖”、有時會繫腰带、下面前后左右开叉以便于骑射。穿滿族长袍時經常會外穿马褂、馬甲。

## 历史渊源
- 三等侍卫克得尔巴图鲁哈木圖庫
- 允禟旗袍
- 三等侍卫克什克巴图鲁伍克什爾圖满装袍
- 旗袍外套短马褂

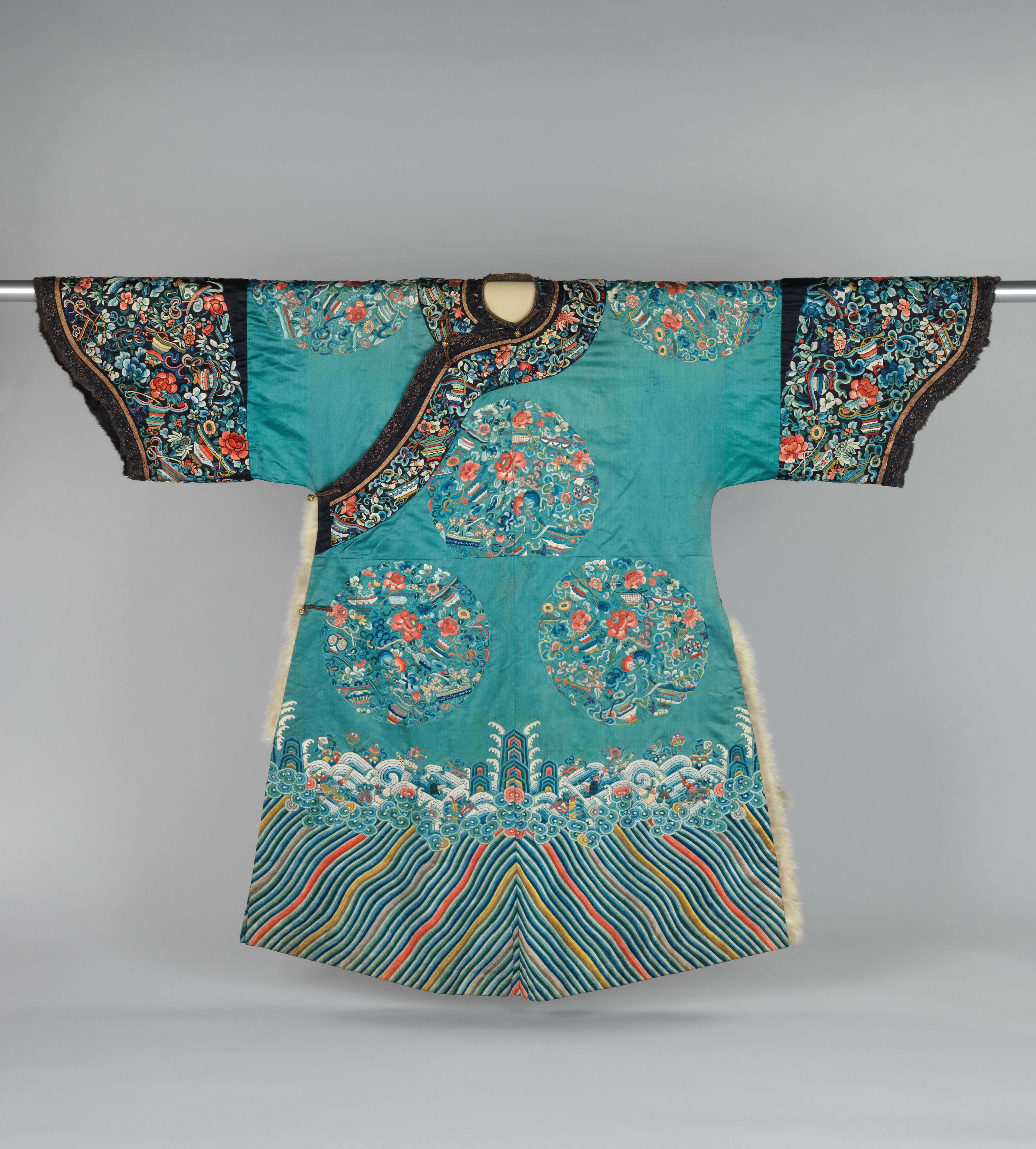
十九世紀馬蹄袖滿族長袍

清兵入关后，推行剃发易服，从此满式服饰成为汉族成年男性服装主流，滿式袍服也由此成为中上层阶级漢族男子的日常衣著和基層的正裝。另外式样也有所改变：开衩减少为左右两个甚至不开衩（称作“一裹圆”），可不繫腰带。非官服袍服开始使用直袖而不是马蹄袖。
從現存的畫像中以及出土陪葬物顯示，清代前期的滿族女裝與男裝頗為接近，皆為低領窄袖的合身長袍，具騎射民族的特色。但隨著時間演進袖口與袍身都逐漸加寬成為筒狀。而滿族婦女的長袍，在衣料的紋樣方面也越趨繁複細緻，逐漸與男裝長袍有較明顯的差異。至晚清咸豐、同治年間，旗服採用了大量的鑲滾邊飾，稱為“十八鑲”，同時見於漢族女裝。包括如衣襟、袖口到衣擺往往都鑲上與底料完全不同色彩紋樣的滾邊，這種流行的服裝式樣加上同樣出現於晚清的大拉翅成為晚清滿族婦女的典型形象。

### 清代中晚期至二十世紀初期

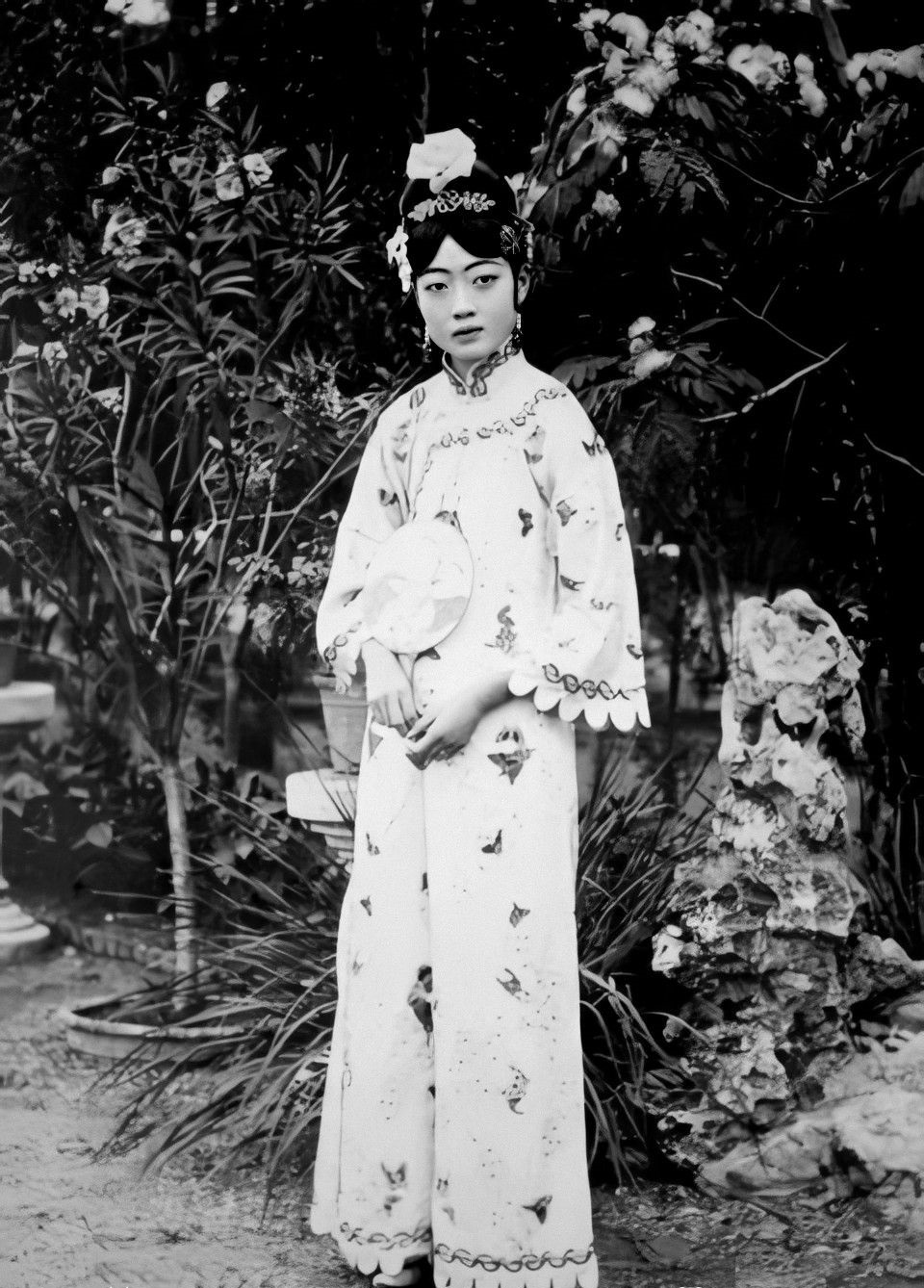
穿著滿族長袍、梳旗頭的滿洲國皇后婉容

辛亥革命以后，排满很烈，中華民國境內满洲妇女除了因为性命关系，大都改穿汉女衣裙、衣褲，或改穿西式服裝，穿著傳統長袍者大幅減少。。於俄羅斯生活的滿族人則沒有受影響，繼續穿著傳統長袍。滿洲國成立後，在滿洲國境內的滿族人再穿上傳統服裝。後來滿洲國雖然滅亡，原領土歸中華民國，政府因為主張五族共和，滿人亦逐漸穿回傳統服裝。

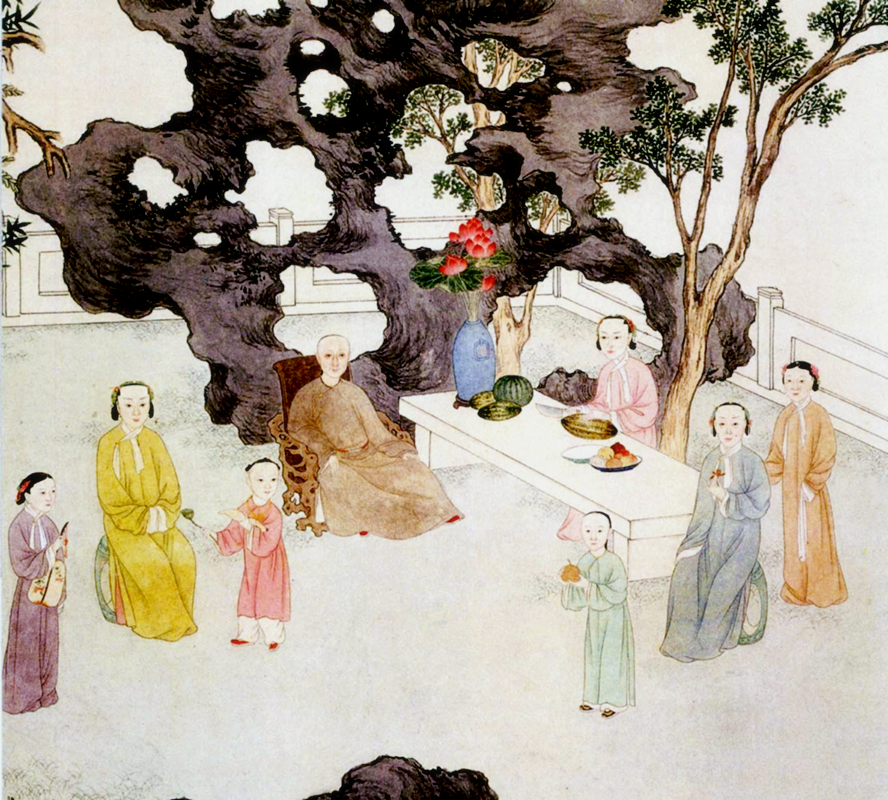
嘉庆时期 旗人家庭
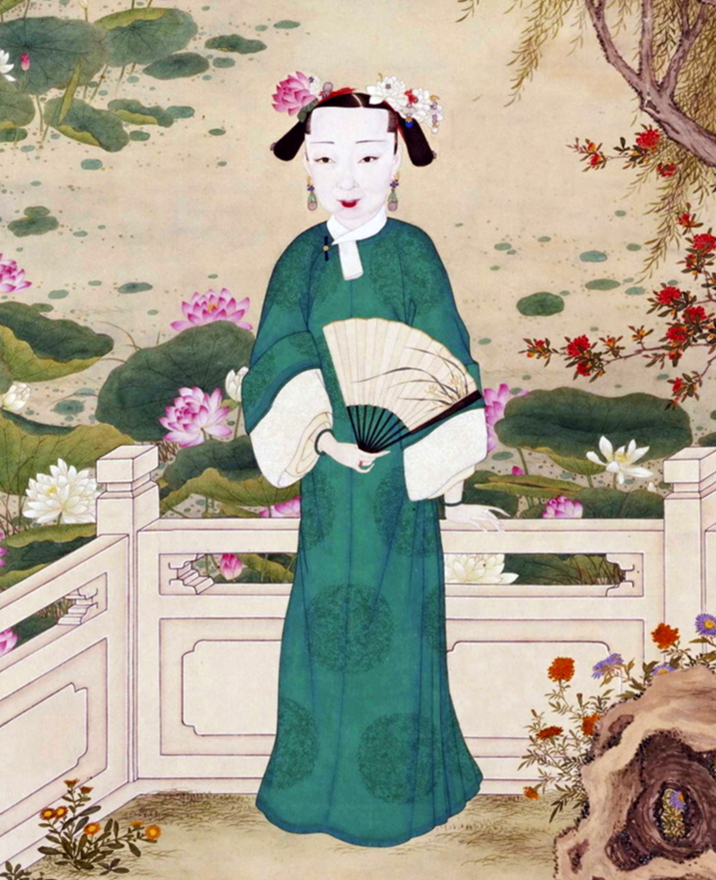
道光时期 孝慎皇后
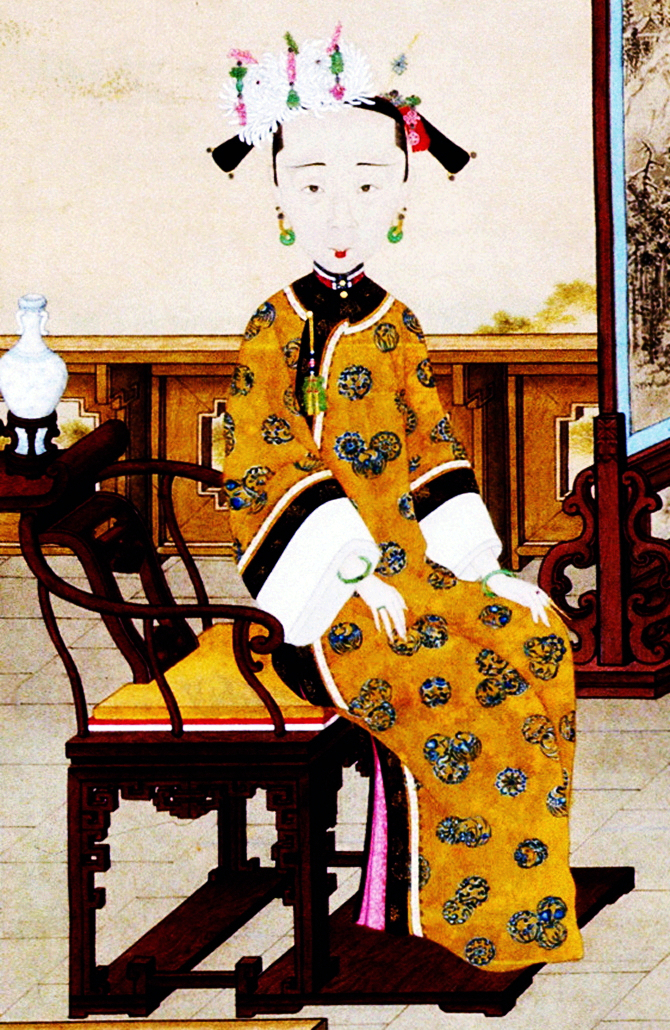
道光时期 孝全皇后
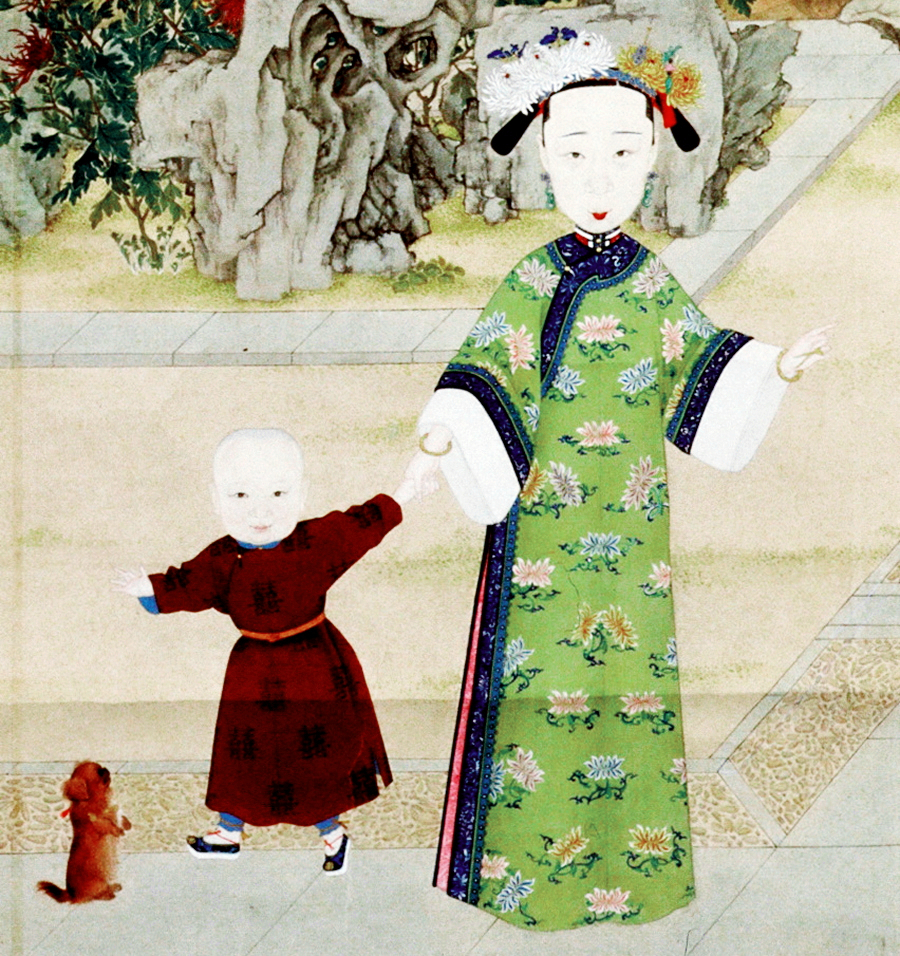
道光时期 静贵妃
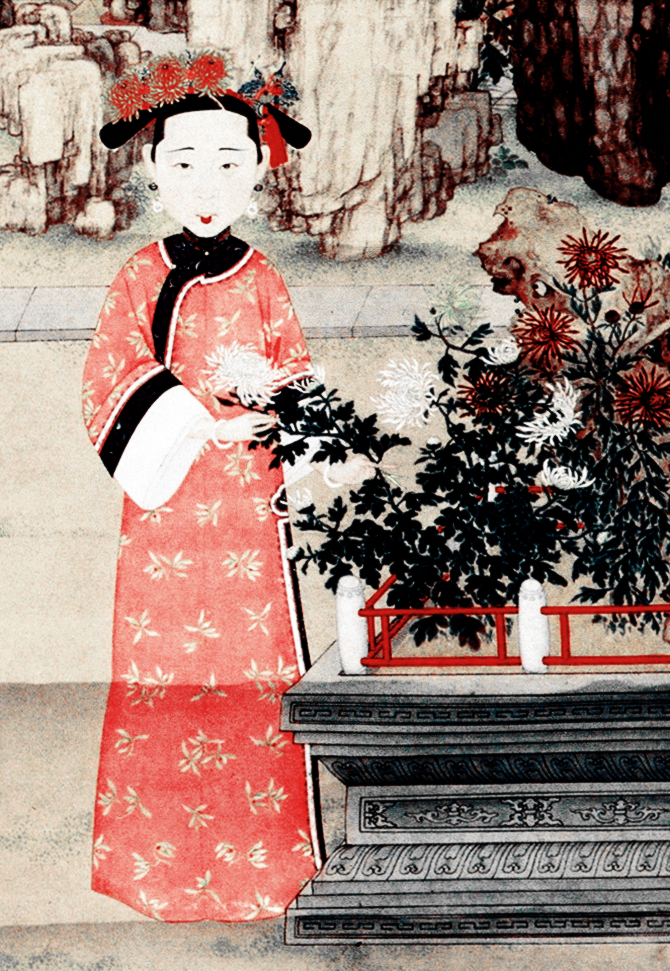
道光时期 祥妃
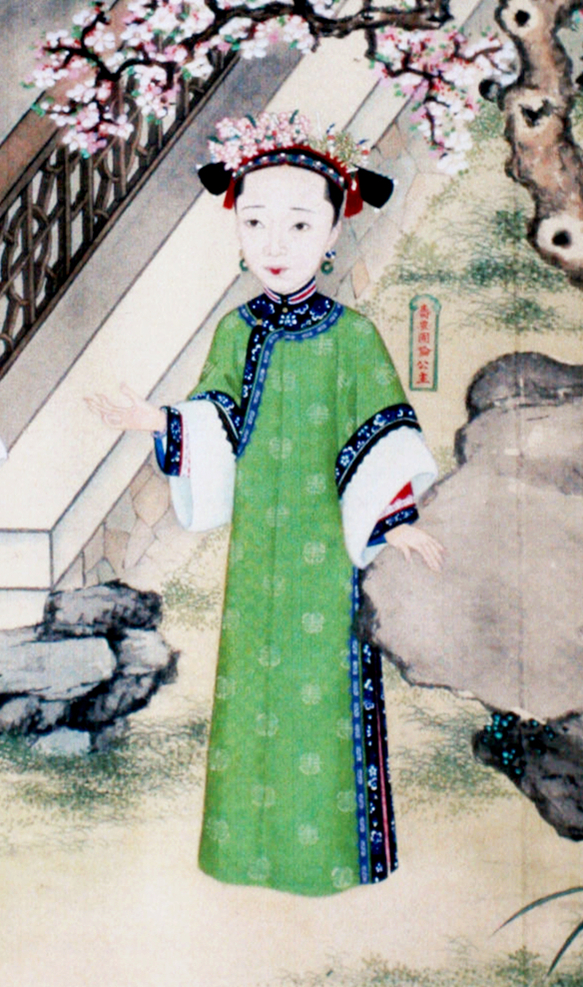
道光时期 寿安固伦公主
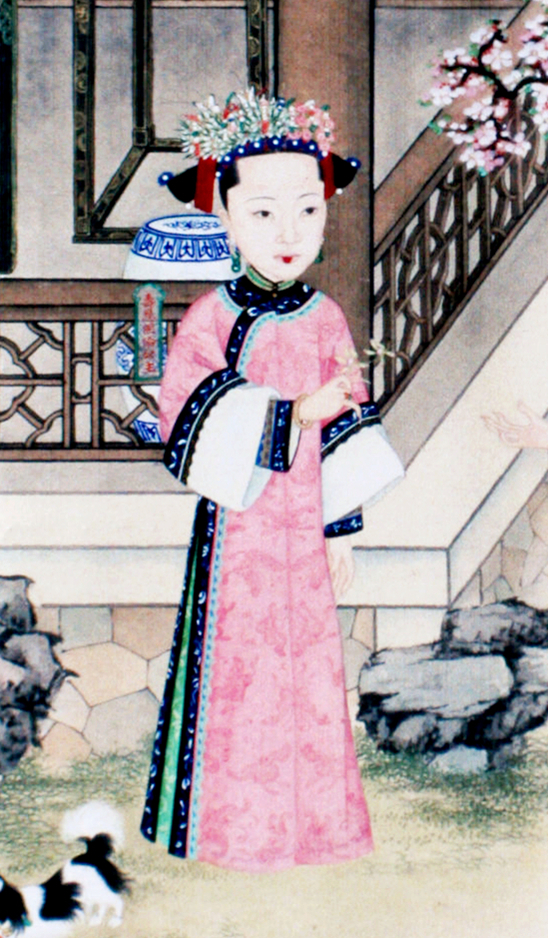
道光时期 寿恩固伦公主
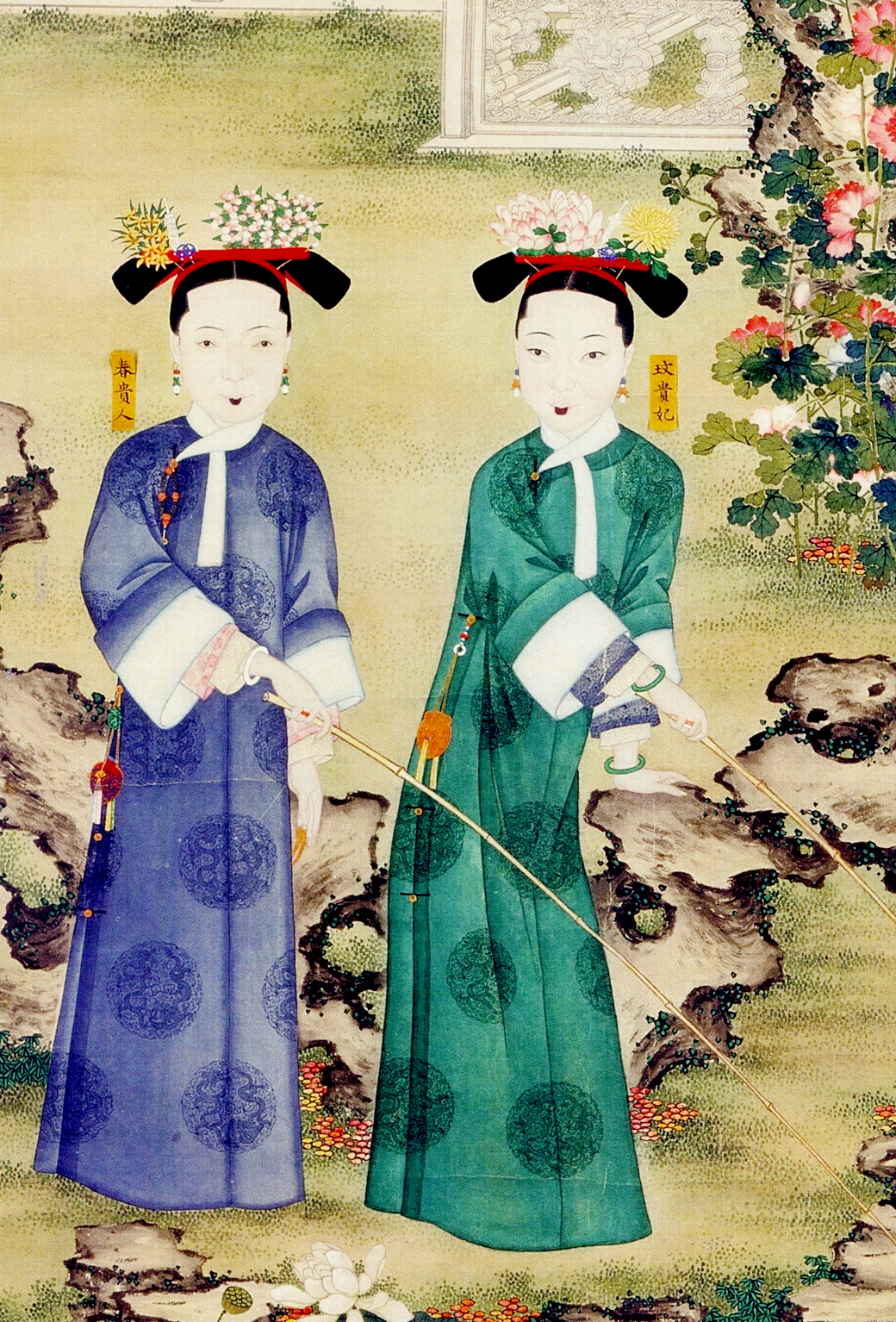
咸丰时期 玟贵妃、春贵人
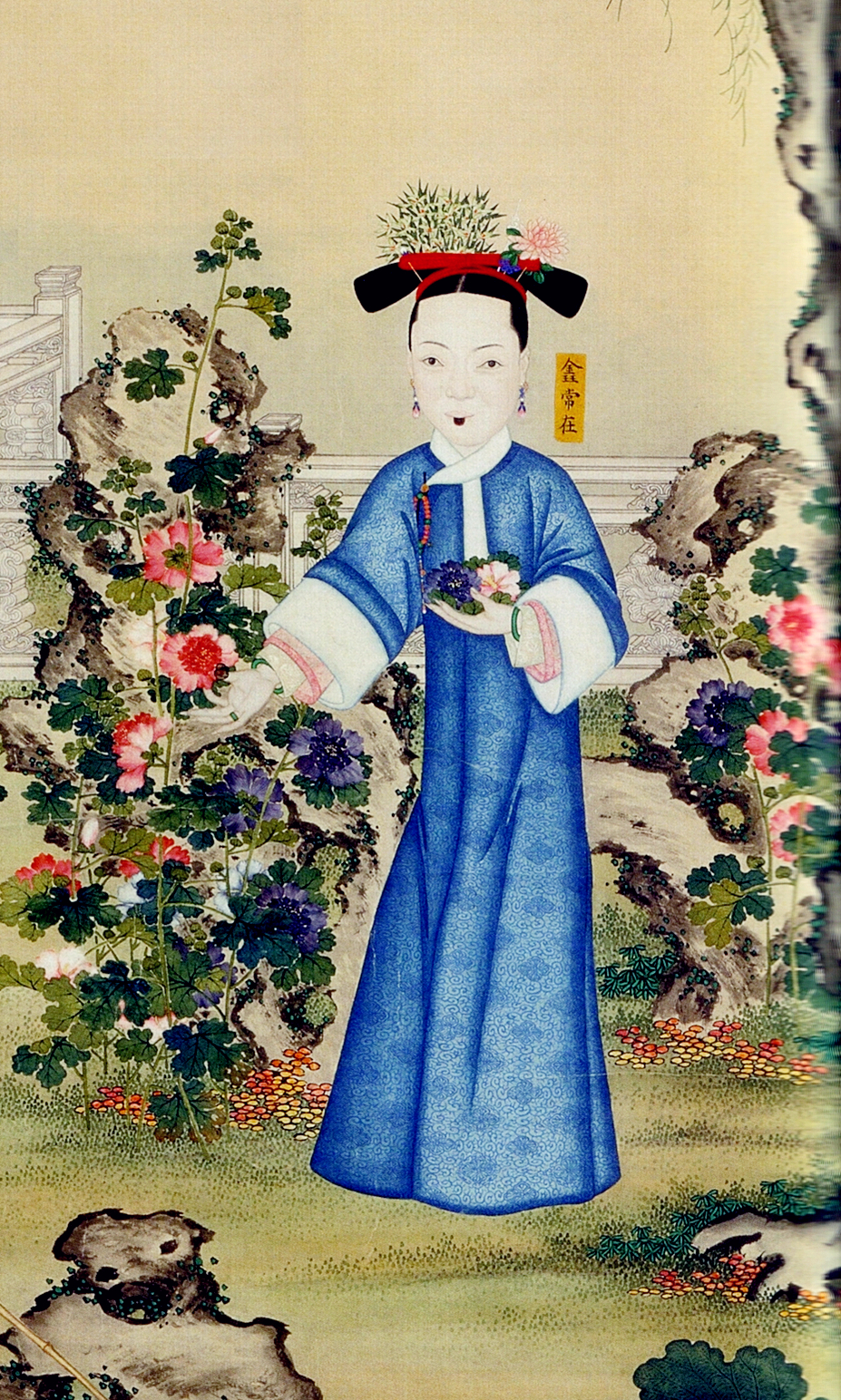
咸丰时期 鑫常在
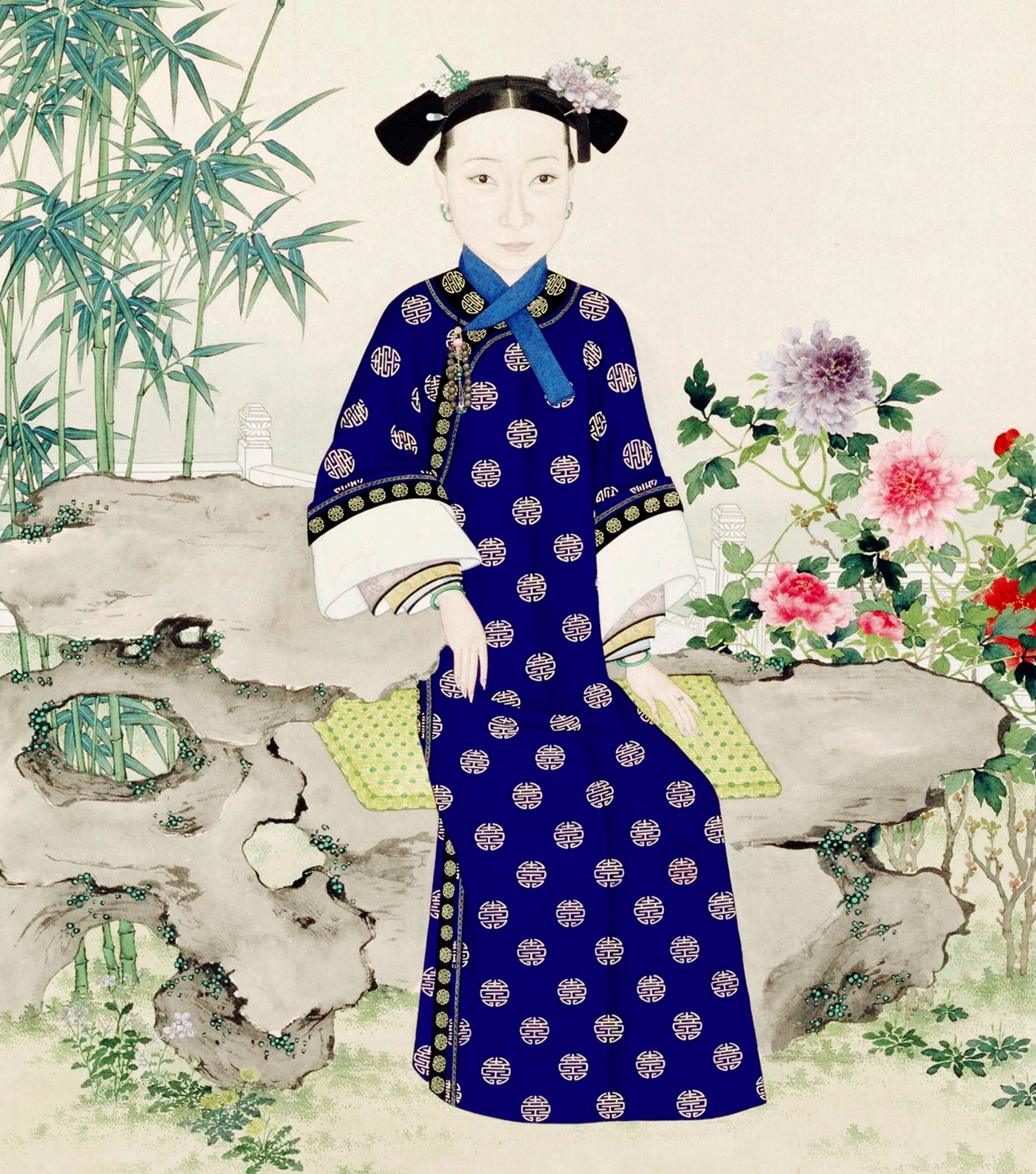
同治时期 慈安太后
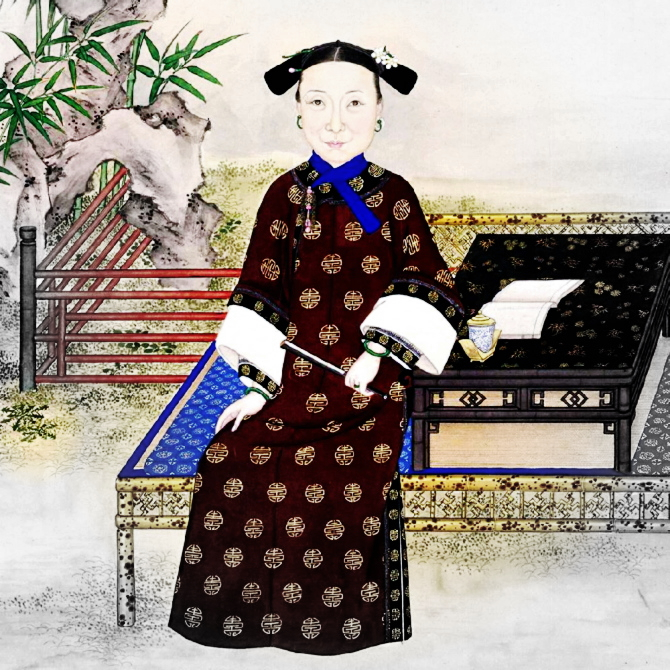
同治时期 慈禧太后
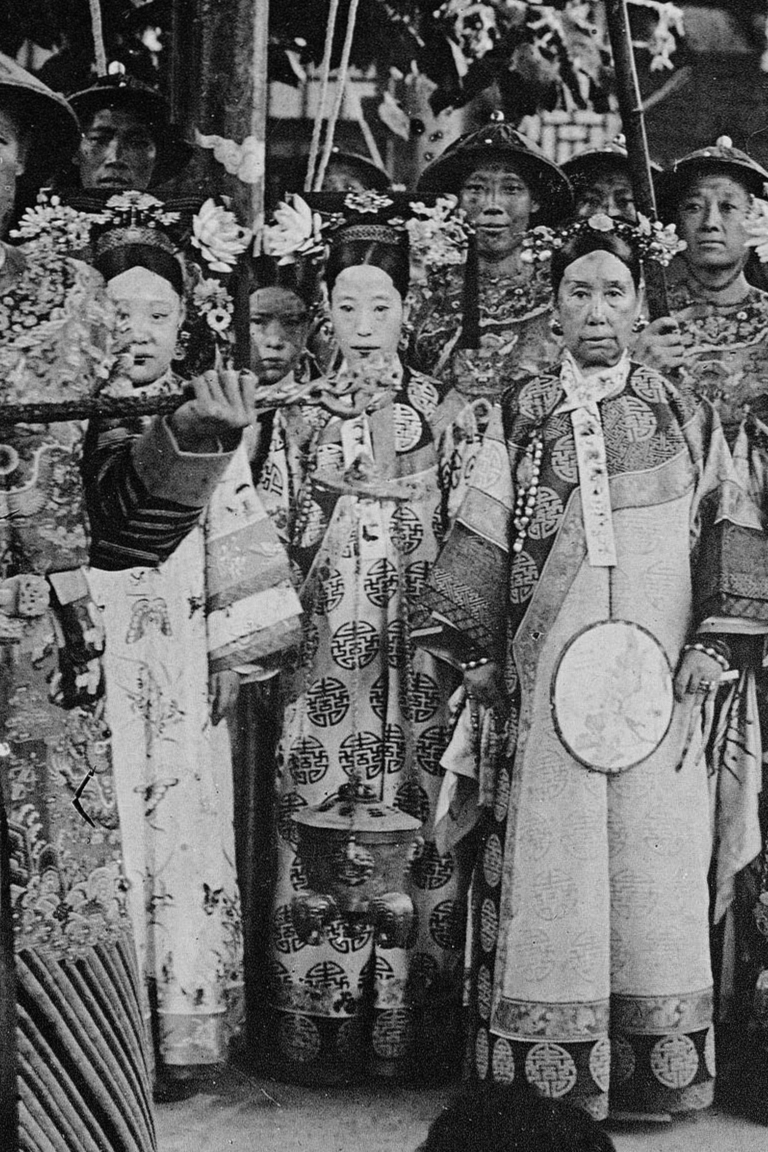
光绪时期 慈禧、隆裕、瑾妃
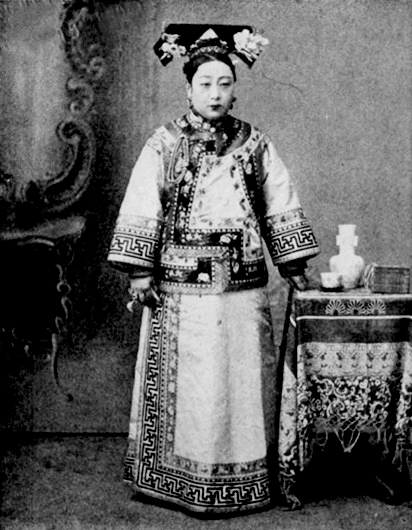
光绪时期 毓朗贝勒福晋
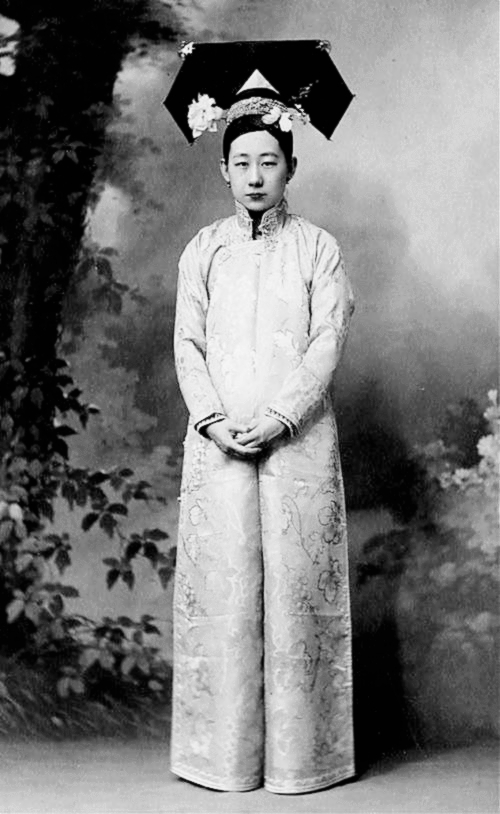
光绪时期 恒香
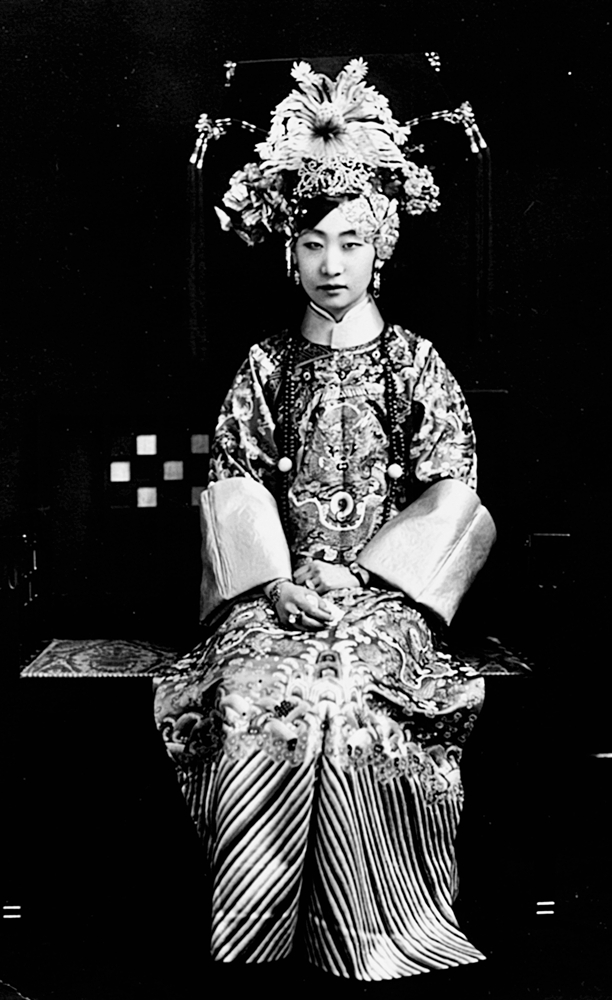
光绪时期 恒馥
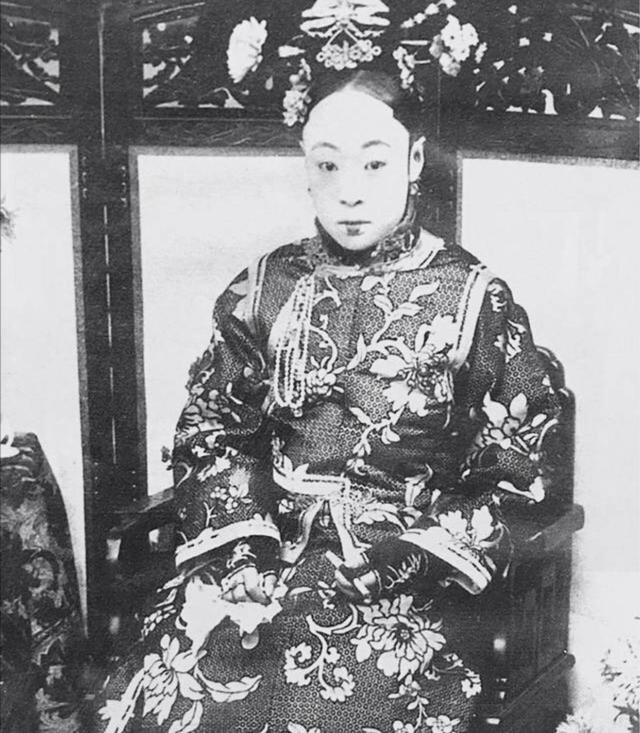
民國时期 幼蘭

### 中華人民共和國
中華人民共和國成立初期，中共並沒有過多干預國內包括滿族以內少數民族的文化。文化大革命期間，滿族有否因其族群背景而被批鬥，歷來說法不一，據滿族作家老舍所述，因為寫一本敍述滿人生活的書《正紅旗下》而受迫害，最後被迫自殺。而專研滿族史的學者閻崇年說:「北京的故清宗室、王公貴族、軍政官員及其後裔等，幾乎無例外地在『文革』中受到衝擊。他們被抄家、揪鬥、勞改、下放，倍受折磨，無一倖免。」包括服飾在內的滿族傳統文化也受到打壓，同樣稱為「旗袍」的傳統滿式長袍與近代旗袍皆被視為「四舊」，成為鎮壓的對象。
文革結束後，中華人民共和國政府推行民族成份恢復政策，不少滿族人得以恢復原有民族身份。改革開放後，中國推出了《民族區域自治法》，制訂不少優惠少數民族的政策法規，對更改為少數民族成份起到了推波助瀾的作用。一些滿族人亦想恢復傳統服飾文化，於是復興包括長袍在內的滿族服裝。一些滿族學校舉辦活動讓學生穿上滿族長袍上課。近年因為清宮劇流行，也有不少非滿族人對滿族服裝產生興趣，穿上滿族長袍。也有滿族人在本民族傳統節日如頒金節穿上滿族長袍。亦有人鼓勵滿族人給孩子從小穿滿服以及於平日多穿滿族長袍